# دیوید ریوکین
دیوید دبلیو ریوکین (متولد ۱۹۵۵) رئیس کانون وکلای بین‌المللی و ریاست گروه بین‌المللی حل اختلاف در Debevoise و Plimpton بود. او از سال ۱۹۸۱ با دبوویز همراه بوده است.

## اوایل زندگی و شغل
ریوکین در سال ۱۹۷۷ از دانشگاه ییل فارغ‌التحصیل شد و دو مدرک را از این داشگاه در سال ۱۹۸۰ دریافت کرد. از سال ۱۹۸۰ تا ۱۹۸۱، او به عنوان کارشناس حقوقی فعالیت داشت.